# Whatever Happened to Slade
Whatever Happened to Slade a fost un album al trupei britanice de muzică rock, Slade. A fost lansat pe 21 martie 1977 dar nu a intrat în topuri. 

## Tracklist
1. "Be" (Holder/Lea) (4:00)
2. "Lightning Never Strikes Twice" (Holder/Lea) (3:09)
3. "Gypsy Roadhog" (Holder/Lea) (3:24)
4. "Dogs of Vengeance" (Holder/Lea) (2:49)
5. "When Fantasy Calls" (Holder/Lea) (3:24)
6. "One Eyed Jacks with Moustaches" (Holder/Lea) (3:23)
7. "Big Apple Blues" (Holder/Lea) (4:40)
8. "Dead Men Tell No Tales" (Holder/Lea) (3:40)
9. "She's Got the Lot" (Holder/Lea) (4:35)
10. "It Ain't Love but It Ain't Bad" (Holder/Lea) (3:10)
11. "The Soul, The Roll and The Motion" (Holder/Lea) (4:36)

## Single
- "Gypsy Roadhog" (1977)

## Componență
- Noddy Holder - voce, chitară ritmică
- Dave Hill - chitară
- Jim Lea - chitară bas
- Don Powell - baterie